# Kapitalistiska pyramiden

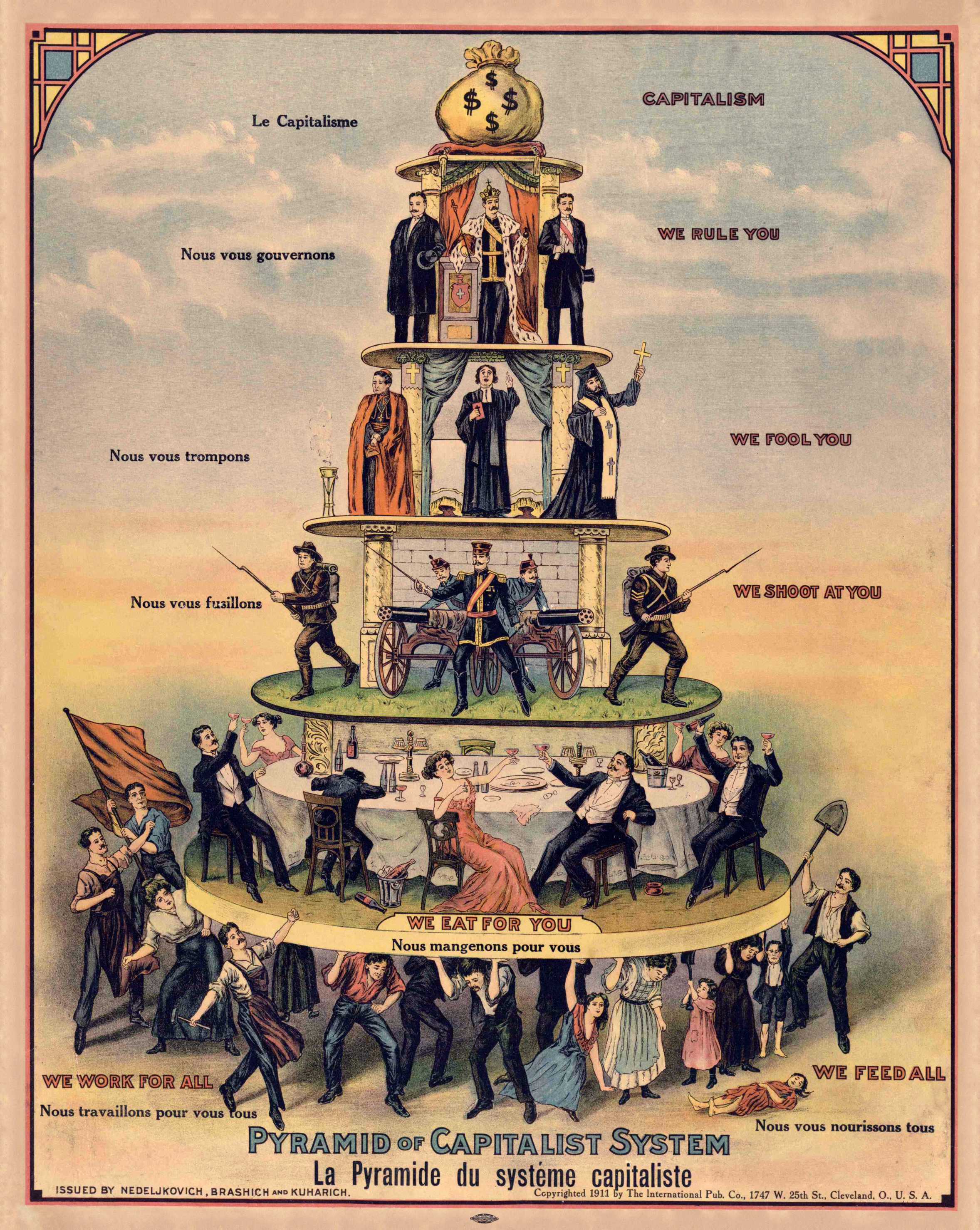
Kapitalistiska pyramiden, affisch tryckt i Cleveland, Ohio, 1911 av Industrial Workers of the World.

Den kapitalistiska pyramiden är en kritisk satirisk modell av det kapitalistiska samhällets uppbyggnad. Illustrationen från 1911 publicerades i USA av den internationella fackföreningen Industrial Workers of the World (IWW). Denna bild och liknande illustrationer av den "kapitalistiska pyramiden" förekom även i den socialistiska pressen i Europa och Ryssland. 
Modellen visar en pyramid där kungar, regenter och de ägande klasserna, överklassen, är överst. Deras intressen skyddas av militären och det tillrättavisande prästerskapet och hela pyramiden hålls upp av de stora folkmassorna, arbetarklassen, som skapar förmögenheterna och överflödet men utan att få ta del av dem. 
Budskapet är att makten inte ligger hos folket utan hos kapitalister, politiker och monarker som lever i lyx när befolkningen sliter ut sig. Den visar att maktstrukturen är som en pyramid där det stora flertalet i botten är utan makt och de få i toppen besitter all makt.

## Pyramiden
De olika avsatserna i den kapitalistiska pyramiden är:
- I toppen kapitalet/pengar – KAPITALISM
- Regenter och politiker – VI HÄRSKAR ÖVER ER
- Kyrkan och religiösa ledare – VI LURAR ER
- Militären – VI SKJUTER MOT ER
- Borgarklassen – VI ÄTER FÖR ER
- Arbetarklassen – VI ARBETAR FÖR ALLA, VI FÖDER ALLA